# Frédéric de Merode

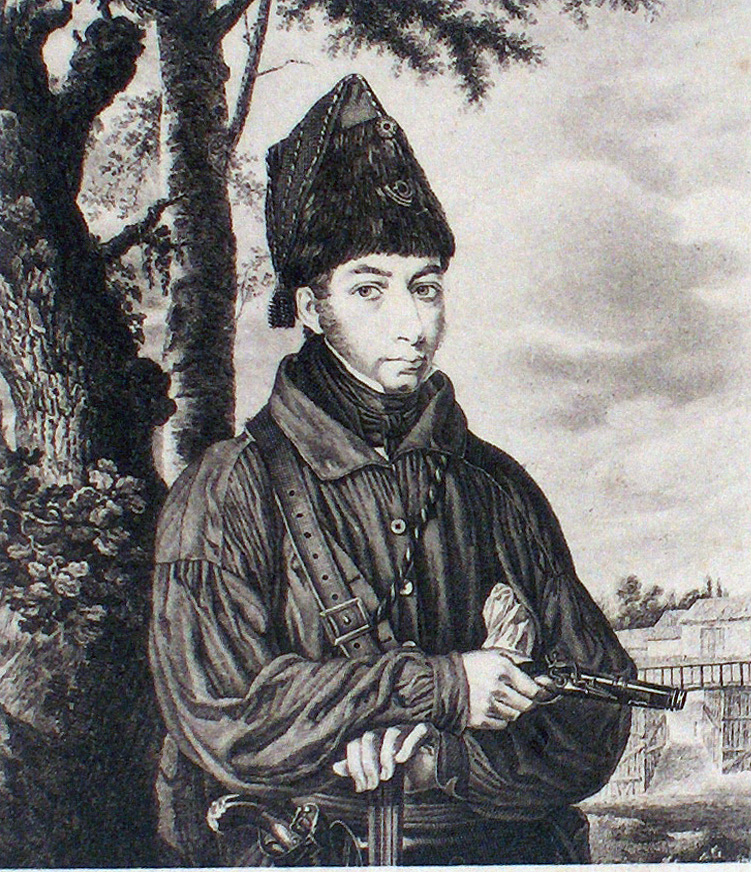
Portret van Frédéric de Merode (1792-1830), gesneuveld tijdens de Belgische Opstand

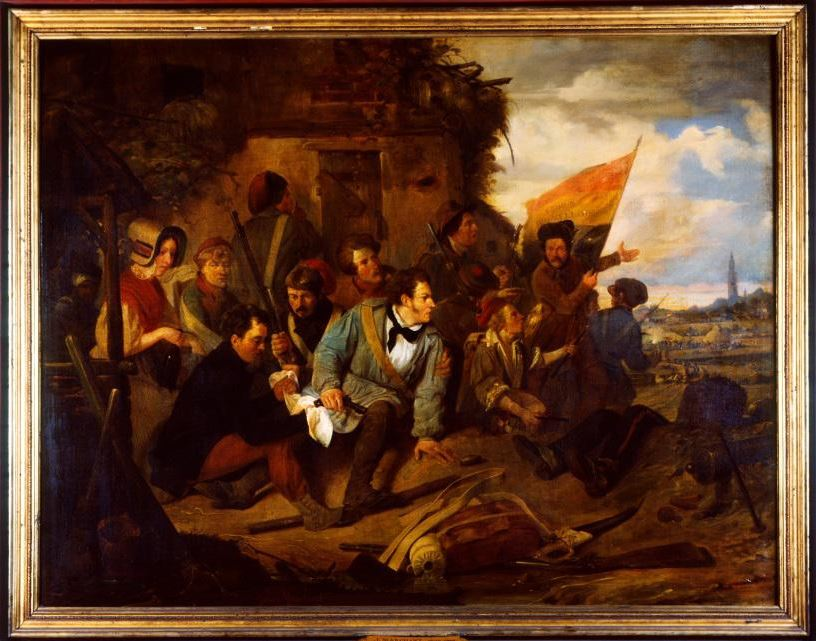
De gewonde Merode tijdens de slag bij Berchem

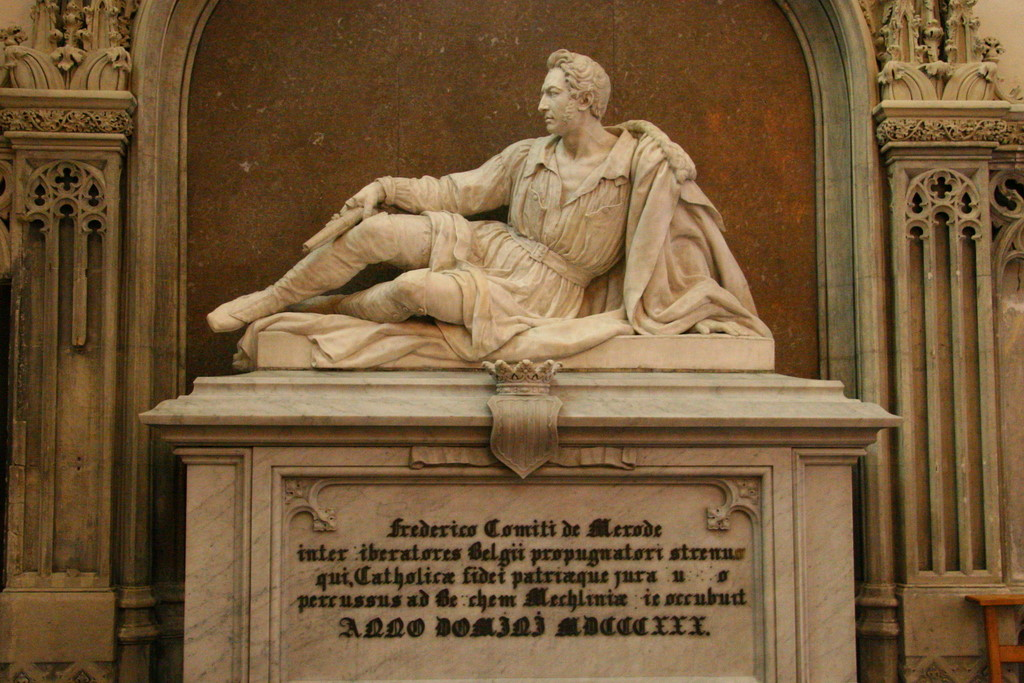
Praalgraf in de zijkapel van de Brusselse kathedraal

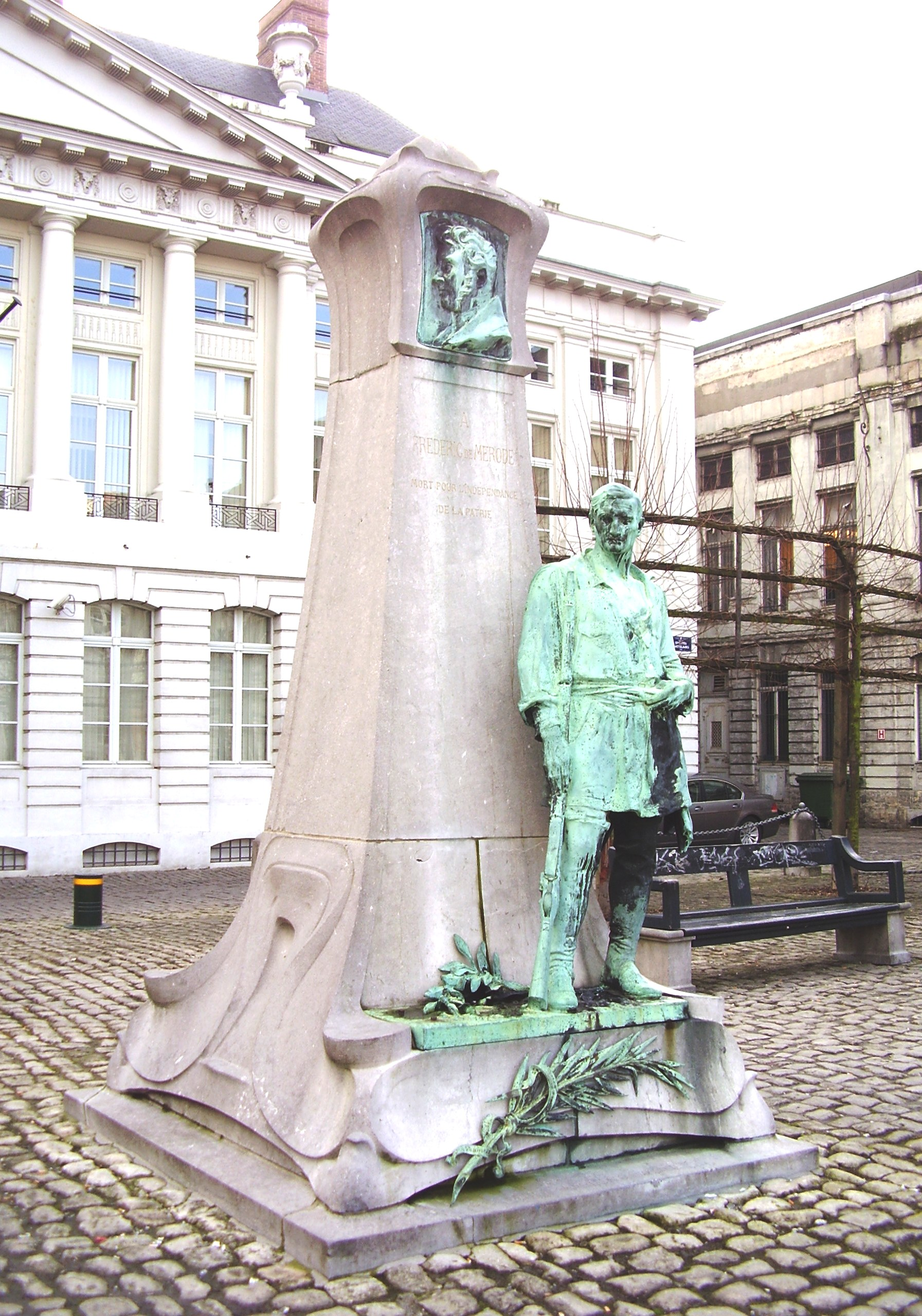
Monument op het Martelarenplein door Paul Du Bois

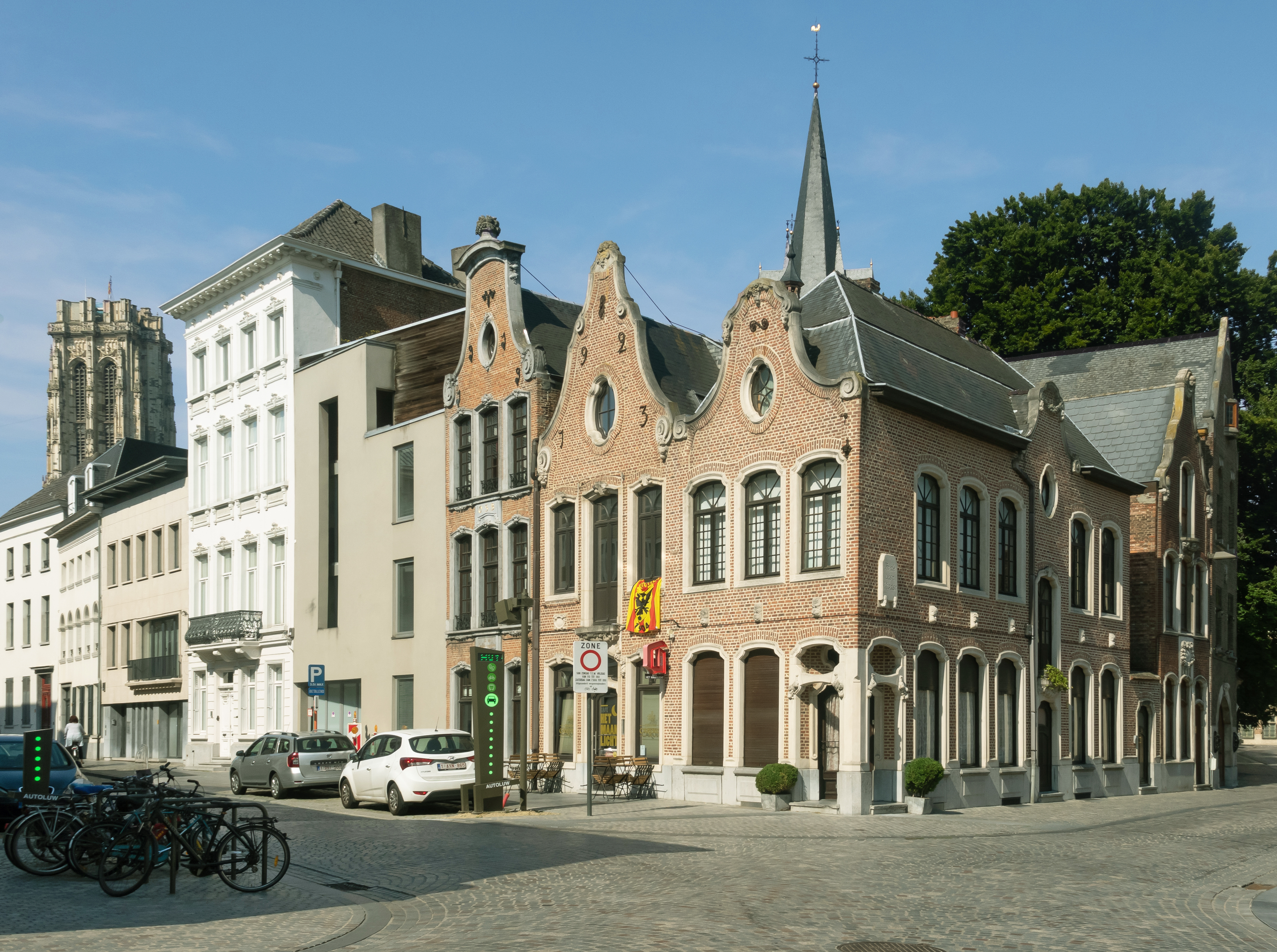
Frederik de Merodestraat in Mechelen

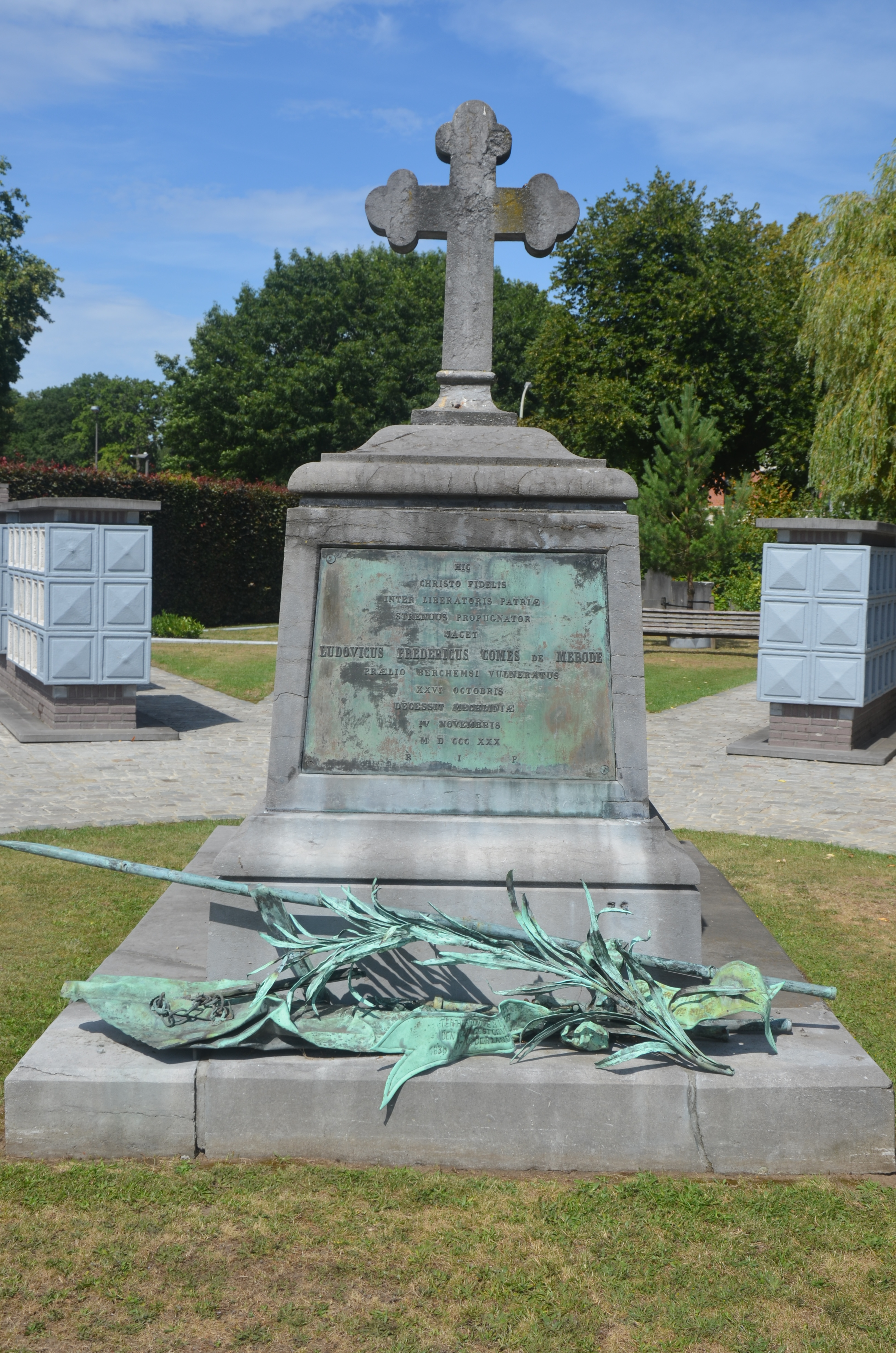
Graftombe Graaf Frédéric de Merode op de begraafplaats van Berchem-Antwerpen

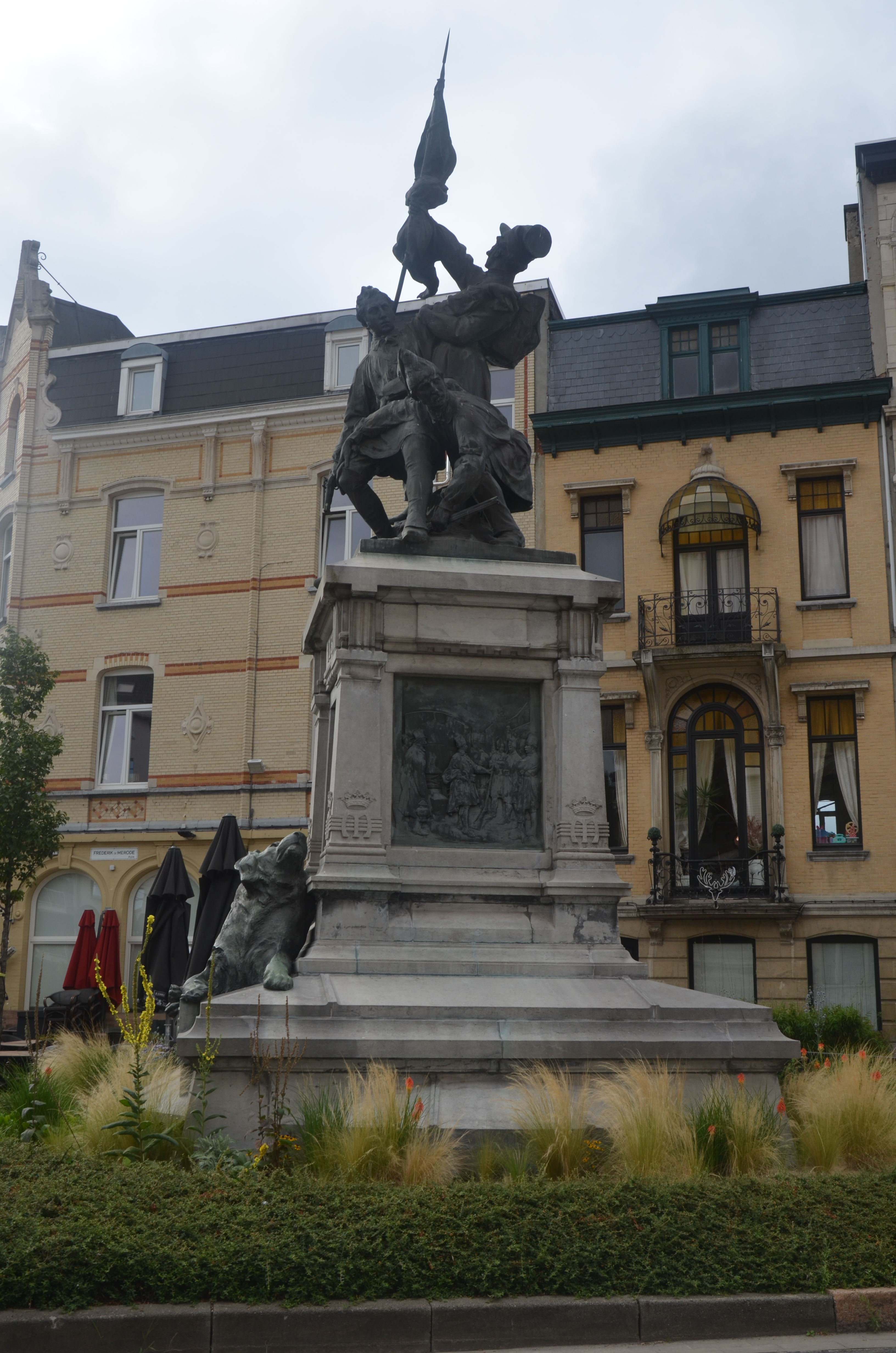
Merode monument te Berchem, plaatselijk bekend als De Drie Zatlappen

Graaf Louis Frédéric Ghislain de Merode (Maastricht, 9 juni 1792 – Mechelen, 4 november 1830), was lid van een Europese familie van oude adel, met wortels in Duitsland en in Noord- en Zuid-Nederland. Hij werd bekend nadat hij stierf aan verwondingen die hij opliep tijdens de gevechten van de Belgische Revolutie in 1830. meer bepaald tijdens de Slag bij Berchem.

## Levensloop
Hij was de zoon van graaf Willem van Merode (1762-1830), markies van Westerloo en prins van Rubempré, en van gravin Marie-Josèphe d'Ongnies de Mastaing (1760-1842), prinses van Grimbergen. Hij was de broer van Henri de Merode (1782-1847) die Belgisch senator werd, van Félix de Mérode, lid van het Voorlopig Bewind en van het Nationaal Congres en van Werner de Merode, lid van het Nationaal Congres.
Hij was pas negentien toen hij trouwde met Marie-Antoinette du Cluzel (1793-1869), dochter van de Franse graaf en luitenant-generaal Antoine du Cluzel. Het echtpaar bleef kinderloos. Na zijn dood, hertrouwde zijn weduwe in 1833 met Charles de Cossé-Brissac (1800-1881), van de hertogen de Cossé-Brissac, bij wie ze een zoon had, Antoine de Cossé-Brissac (1834-1902). Tussen 1811 en 1830 verbleef Merode meestal op het prachtige kasteel Blanville in Saint-Luperce bij Chartres (landgoed dat in 2010 nog steeds eigendom is van een nakomeling de Cossée Brissac). In 1815 stelde hij zich korte tijd ter beschikking om tijdens de Honderd Dagen de Bourbons te verdedigen tegen de oprukkende Napoleon.
Bij de eerste tekenen van revolutie in Brussel, kwam hij begin september 1830 terug uit Frankrijk, en stelde zich ter beschikking van de revolutionairen.

## Belgische revolutie
Terwijl twee van zijn broers zich actief opstelden op het politieke vlak, nam hij als vrijwilliger deel aan de gevechten tijdens de Belgische Revolutie.
Vanaf september 1830 behoorde hij tot de Brusselse Burgerwacht, die hij mee hielp financieren. Midden oktober trok hij met het legertje mee dat onder de leiding van Charles Niellon het Nederlandse leger achterna zat. Er werd verhinderd dat dit leger Lier binnenrukte waardoor het zich moest terugtrekken richting Antwerpen. Bij gevechten in Berchem op 24 oktober werd Merode zwaar gekwetst nabij het Posthof. Hij werd naar Mechelen overgebracht waar hij van een been geamputeerd werd en tien dagen later aan zijn verwondingen overleed. Op die enkele dagen werd hij immens populair en in de kranten werd al vooropgesteld dat, als hij zijn verwondingen overleefde, hij de aangewezen man was om het eerste Belgische staatshoofd te worden.
De dag na zijn overlijden gingen de verkiezingen door voor het Nationaal Congres dat de Belgische onafhankelijkheid moest uitroepen en een grondwet opstellen. Wellicht zou hij, had hij nog geleefd, net als zijn beide broers tot lid zijn verkozen.

## Nagedachtenis
Merode werd als een van de helden van de revolutie herdacht tijdens plechtige kerkdiensten en troependéfilés. De uitvaart in Mechelen en de lijkstoet die zijn stoffelijk overschot naar Berchem overbracht, veroorzaakte een grote volkstoeloop. Charles Rogier voerde in Mechelen het woord namens de Voorlopige regering. Het Nationaal Congres organiseerde, als een van zijn eerste activiteiten, een herdenkingsplechtigheid in de Sint-Michielskerk in Brussel.
In Mechelen werd de zogenaamde Koeistraat na zijn dood hernoemd tot Frederik de Merodestraat. Een mausoleum in wit marmer werd te zijner nagedachtenis opgericht in de Sint-Michielskathedraal in Brussel. Het was een werk van beeldhouwer Willem Geefs. 
In 1898 werd een monument voor hem opgericht op het Martelarenplein in Brussel, met het opschrift: « Frédéric de Mérode, mort pour l’indépendance de la patrie ». Het monument werd ontworpen door Henry Van de Velde in Art Nouveaustijl, met een profielportret van Frédéric de Merode in een medaillon en een standbeeld dat een vrijwilliger van 1830 voorstelde, beide objecten gebeeldhouwd door Paul Du Bois.
Op 27  augustus 1905 werd te Berchem (Antwerpen) een monument te zijner nagedachtenis  opgericht in het kader van 75 jaar Belgische onafhankelijkheid. Het beeld (van Josuë Dupon) werd ingehuldigd door Kroonprins Albert. Voor die gelegenheid componeerde Lode Mortelmans een cantate. Elke  vijf jaar vindt hier sinds 2005 een hulde plaats ingericht door het herdenkingscomité "graaf Frederik de Merode" dat in 2020 wegens de Coronacrisis in België niet doorgaat. Het beeld met de bijnaam de drie zatlappen staat op het Merodeplein.
Ook het grafmonument van de Merode staat nog steeds te Berchem. Het graf bevond zich oorspronkelijk aan de kerk Sint-Willibrords maar werd in 1914 met veel eerbetoon verplaatst naar de nieuwe begraafplaats aan de Koninklijke Laan. Bij de ontgraving werd eerst nagegaan of de stoffelijke resten zich daadwerkelijk in de kist bevonden.
In Berchem vinden sinds 2005 terug Merodefeesten plaats. Een initiatief van het herdenkingscomité "graaf Frederik de Merode". Jaarlijks wordt er een kleine hulde gebracht aan het grafmonument en vijfjaarlijks wordt er grote openluchtfeesten georganiseerd met inbegrip van de historische reënscenering van de slag te Berchem anno 1830.